# Wojciech Popławski
Wojciech Andrzej Popławski (ur. 24 sierpnia 1946 w Augustowie) – polski ekonomista, zajmujący się polityką przemysłu, strategią i strukturami przestrzennymi przemysłu oraz zarządzaniem procesami innowacyjnymi.

## Życiorys
W 1964 roku ukończył I Liceum Ogólnokształcące w Augustowie. Następnie podjął studia ekonomiczne w Wyższej Szkole Ekonomicznej w Sopocie, które ukończył w roku 1969. Doktorat zatytułowany Zmiany struktury przestrzennej przemysłu w województwie bydgoskim w latach 1946-1970 obronił na Akademii Ekonomiczna w Poznaniu osiem lat później. W 1996 roku uzyskał habilitację za rozprawę pt. Mechanizmy procesów innowacyjnych w rozwoju przemysłów wysokiej techniki. Studium krajów wysokorozwiniętych wypromowaną na Uniwersytecie Mikołaja Kopernika w Toruniu. Pracował na Uniwersytecie Warmińsko-Mazurskim w Olsztynie oraz na Uniwersytecie Technologiczno-Przyrodniczym im. Jana i Jędrzeja Śniadeckich w Bydgoszczy. Obecnie pracuje jako profesor UMK w Katedrze Zarządzania Przedsiębiorstwem Wydziału Nauk Ekonomicznych i Zarządzania.
Jest członkiem Polskiej Akademii Nauk. Odbywał staż naukowy w International Business School w Brnie oraz stypendium w Atheny University of Economics and Business Sciences (1987/1988). W latach 1997–2002 pełnił funkcję prorektora UMK. Od 1992 roku jest przewodniczącym Komisji Wydziałowej NSZZ „Solidarność”.

## Prace badawcze
- Niematerialne wartości źródłem ukrytej przewagi konkurencyjnej tajemniczych mistrzów polskiej gospodarki (2011)

## Odznaczenia
- Nagroda Ministerstwa Nauki, Szkolnictwa Wyższego i Techniki (1982)
- Krzyż Kawalerski Orderu Odrodzenia Polski (2004)[1]